# CS Dinamo București (volei feminin)
CS Dinamo București este o echipă de volei feminin din București, România. Aceasta a fost înființată în 1954.

## Istoric
- Secția de volei fete a C.S. Dinamo a avut un început mai timid: echipa formată numai din junioare sub 15 ani fiind înscrisă inițial în campionatul municipal. Aceasta a fost creată sub influența stimulatoare a sextetului dinamovist masculin, în 1954, după ce băieții cuceriseră primul lor titlu național. Fetele au parcurs etapă după etapă și, în anul 1957, echipa cucerește primul său titlu național. Dinamo devine un nume în lumea voleiului feminin din țara noastră.

- În amintitul an '57, lotul avea să fie întărit prin aducerea unor jucătoare de excepție, precum Doina Ivănescu, Tinela Pleșoianu, Cornelia Moraru. Să nu uităm că, înainte cu un an, în 1956, la Paris, echipa României – cu multe dinamoviste în lot – a cucerit medaliile de argint, devenind vicecampioană mondială! O performanță uluitoare și încă nerepetată! Alături de cele trei amintite mai sus, s-au mai aflat alte două dinamoviste: Florentina Popovici și Elena Razvanta.

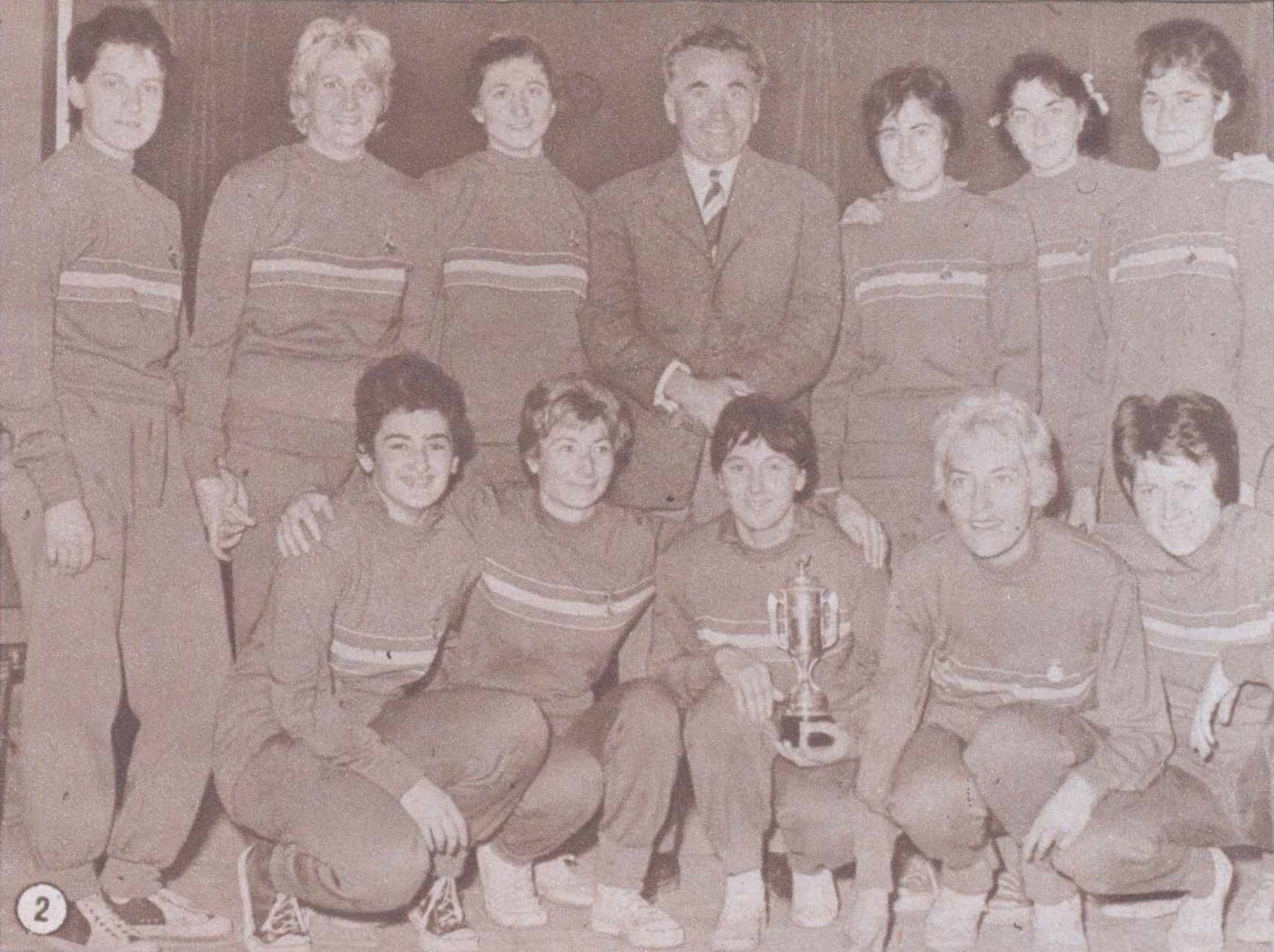
Echipa din 1963

- Ulterior, dinamovistele au mai contribuit și la cucerirea medaliilor de bronz de către naționala României, la Campionatele Europene din 1963, desfășurate la Constanța.
- Alte nume importante în voleiul feminin românesc: dinamovistele Ileana Novac, Alexandrina Constantinescu, Emilia Stoian, Helga Bogdan, Victoria Georgescu, Corina Moraru, Mariana Ionescu, Doina Dimofte…
- Două personalități au marcat jocul la fileu al dinamovistelor și au făcut din aceasta secție una de varf, care se bate numai pentru locul 1. Profesorul Gicu Constantinescu, un antrenor care nu numai că și-a dedicat toata viața echipei Dinamo, însa a și reușit să creeze generații întregi de mari sportive și, nu în ultimul rând, a avut o mare contribuție la desăvârșirea sportivă a renumitei prof. Doina Ivănescu, cea care a dus mai departe tot ce a construit antrenorul Constantinescu.
- Nu mai puțin de 22 de titluri de campioane naționale au reușit fetele de la volei în cei 63 de ani de existență, o medalie de argint cu Naționala României la Campionatele Mondiale, două medalii de bronz la Campionatele Europene. La aceste succese se adaugă alte 44 de medalii la campionatele Balcanice și nenumărate turnee internaționale câștigate.
- Și după 1989 echipa a continuat să se lupte pentru un loc pe podiumul de premiere. Ceea ce a și reușit în mai multe rânduri. Imediat după anul 2000, sub culorile lui Dinamo au evoluat cu succes jucătoare de top, ca Xenia Ivanov, Mariana Velicu, Alina Albu, Anca Martin, Daniela Minca, Irina Radu sau excepționala Alida Marcovici. Dintre cele mai tinere le amintim pe Liana Smarandache si Diana Cărbuneanu.

## Cronologia numelui
- Dinamo București (1948-2004)
- Dinamo-Aedificia București (2004-2006)
- Dinamo București (2006-2009)
- Dinamo Romprest București (2009-...)

## Palmares

### Palmares național
Divizia A1
 Campioane (22-record): 1957, 1958, 1959, 1960, 1961, 1962, 1963, 1966, 1967, 1969, 1975, 1976, 1977, 1978, 1979, 1980, 1981, 1982, 1983, 1984, 1985, 1989
 Vicecampioane (6):  1988, 2007, 2008, 2013, 2014, 2020
 Cupa României
 Câștigătoare (11): 2010, 2012
 Finaliste (4): 2009, 2013, 2014, 2015

### Palmares international
Cupa Campionilor:
- 1961, 1968: semifinale
- 1967, 1977", 1979, 1982, 1990: sferturi de finala

 CEV CUP (fosta Cupa Cupelor și Top Teams pana in 2006/07) :
- 1974: semifinale (locul 3)
- 1975, 1991: sferturi de finala

 Challenge Cup (fosta CEV CUP până în 2006/07)
- 2007, 2008: sferturi de finală

## Jucătoare renumite
| - Argentina Yael Castiglione - Argentina Leticia Boscacci - Brazilia Mari Mendes - Bulgaria Radostina Chitigoi - Croația Lucija Cigić - Spania Guler Milagros - Polonia Milena Rosner - Polonia Anna Miros | - Polonia Iwona Waligora - Polonia Sylwia Wojcieska - România Cristina Pirv - România Alina Albu - România Mirela Corjeuțanu - România Nicoleta Manu - România Iuliana Nucu - România Alexandra Kapelovies | - Serbia Jovana Vesović - Serbia Aleksandra Crnčević - Slovacia Lucia Hatinová - Slovacia Alica Székelyová - Slovacia Dominika Valachová - Slovenia Anja Zdovc - Statele Unite ale Americii Nicole Davis - Statele Unite ale Americii Regan Hood |